# Emballonura raffrayana
Emballonura raffrayana es una especie de murciélago de la familia Emballonuridae.

## Distribución geográfica
Se encuentra en Nueva Guinea e Islas Salomón.